# ファルーマフシ島

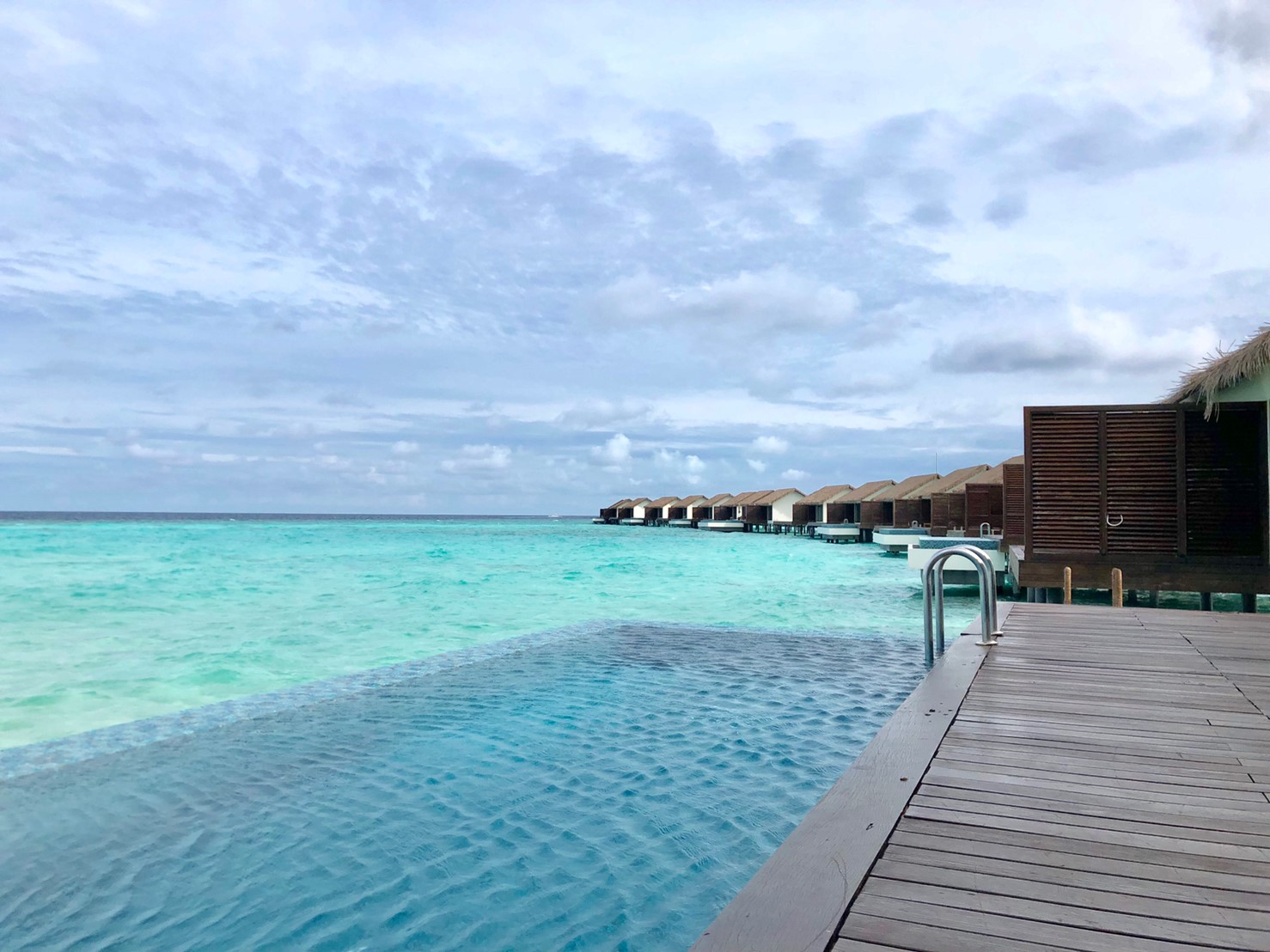
The Residence MALDIVESの水上ヴィラ

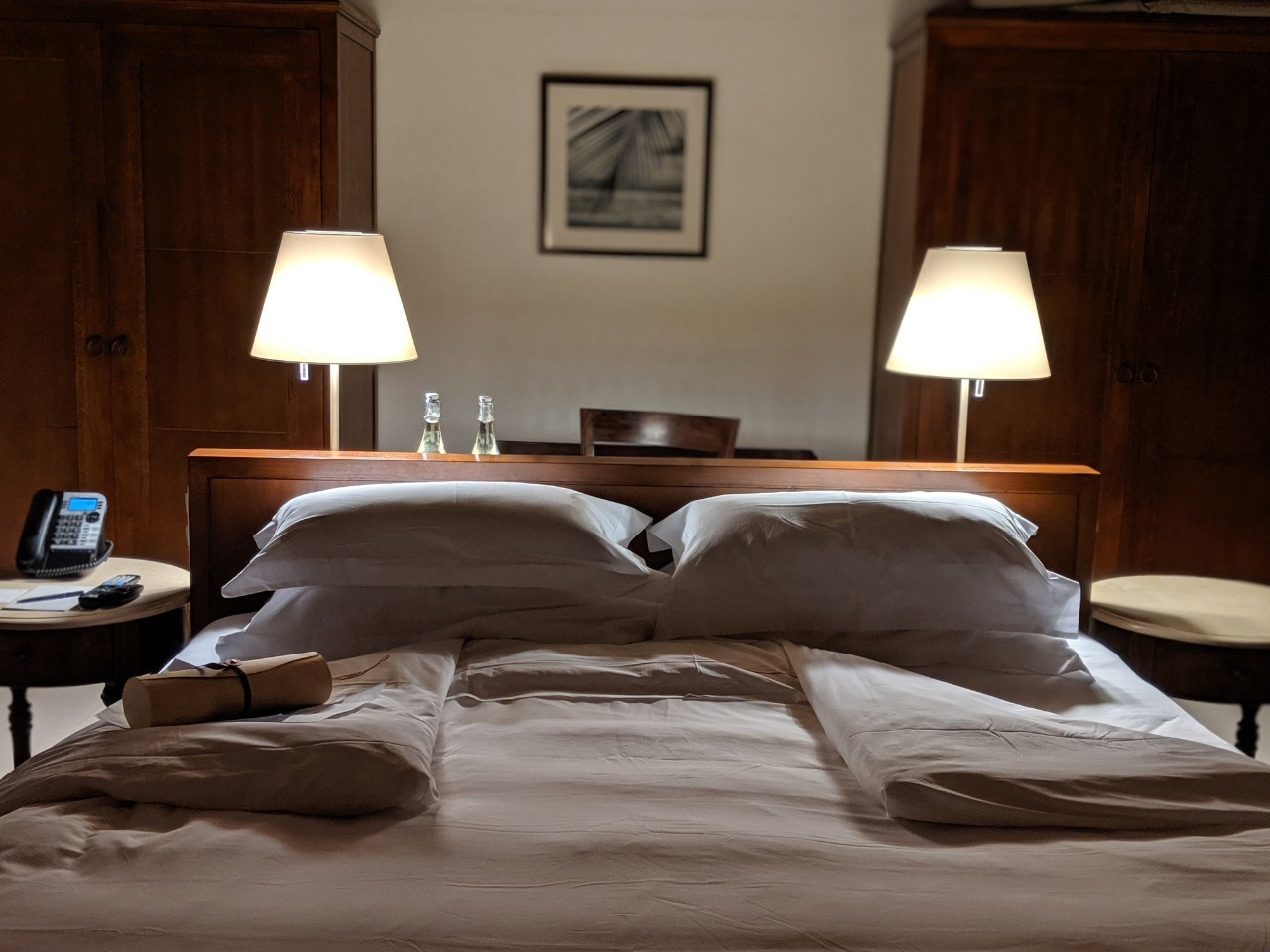
The Residence MALDIVESの室内

ファルーマフシ島 (Falhumaafushi island) は、モルディブ諸島、ガーフアリフ環礁にある島。

## 概要
世界最大の環礁ガーフアリフ環礁 (Gaafu alifu atoll) に位置するリゾートアイランドで、高級リゾート施設「The Residence MALDIVES」が島全体を占める。

## The Residence MALDIVES
シンガポールのCenizaroグループが運営する高級リゾート施設で、ファルーマフシ島の全体を占める。審査が厳しくモルディブでは4つのリゾートしか加盟していないホテル協会「The Leading Hotels of the World」に加盟している。水上ヴィラや水上レストラン、スパ (Spa By Clarins) やビーチバーなどのリゾート施設に加え、ライブラリーバーやジム、ダイビングセンターなどのレジャー施設を有している。

## アクセス
Kooddoo島からThe Residence MALDIVESの運行するスビードボートで10分程度。フェリーはThe Residence MALDIVESへの宿泊客または従業員以外は乗船できない。首都マーレからはKooddoo島へ国内線のフライトで移動する。

## 近隣の島
- Maamendhoo島
- Kooddoo島
- Keredhdhoo島

座標: 北緯0度40分18秒 東経73度26分18秒 / 北緯0.67167度 東経73.43828度